# Martial Yeo
Martial Yeo (Abidjã, 24 de setembro de 1954) é um treinador de futebol profissional marfinense.

## Treinador

### Seleção
Martial Yeo comandou a Seleção Marfinense de Futebol na Copa das Nações Africanas, sendo vitorioso e se qualificando para a Copa Rei Fahd de 1992, na Arábia Saudita.

## Títulos
Costa do Marfim
- Copa das Nações Africanas: 1992